# Irene Jordan
Pour les articles homonymes, voir Jordan.
Irene Jordan, née le 25 avril 1919 à Birmingham et morte le 16 mai 2016 à Dalton (Massachusetts), est une soprano américaine.

## Biographie
Elle nait dans une famille de musiciens et son père comme sa mère sont professeurs de musique. Elle entame ses études de piano à l'âge de cinq ans. Elle étudie le chant au Judson College de Marion où elle obtient son Bachelor of Arts en 1939.
En 1940, elle va à New York et poursuit ses études musicales avec Clytue Mundy. En 1946, elle étudie auprès de Boris Goldovsky pour devenir répétitrice lyrique. Elle chante autant à Broadway qu'à la radio. En 1946, elle fait ses débuts au Metropolitan Opera dans un rôle secondaire. Elle y rechante en 1947, 1948 et 1957. En 1954, l'Opéra lyrique de Chicago l'engage. En 1956, elle chante le rôle de la Reine de la nuit dans La Flûte enchantée de Wolfgang Amadeus Mozart au Royal Opera House de Covent Garden de Londres. En 1962, elle devient professeur de chant à l'Université Northwestern.
Elle est capable de chanter autant des parties de sopranos lyriques que de sopranos dramatiques et est douée d'une excellente technique vocale. Parmi ses meilleurs rôles, on trouve ceux de Donna Elvira dans Don Giovanni et de La Reine de la nuit de Wolfgang Amadeus Mozart, de Léonore dans Fidelio de Ludwig van Beethoven, Lady Macbeth dans Macbeth et Aïda dans l'opéra éponyme de Giuseppe Verdi.